# Marten Geertsema
Marten Geertsema (14 dicembre 1904 – Campo di concentramento di Neuengamme, 3 maggio 1945) è stato un ministro calvinista olandese che, durante il secondo conflitto mondiale, nascose temporaneamente un gran numero di ebrei.

## Biografia
Marten Geertsema, un ministro calvinista del villaggio di Dwingeloo, in provincia di Drenthe, era fortemente contrario all'oppressione nazista. Come leader spirituale della resistenza locale, durante la guerra aiutò numerosi ebrei perseguitati offrendo loro un pasto caldo e un rifugio temporaneo prima che essi avessero trovato un nascondiglio più sicuro. Tra coloro che vennero aiutati da Geertsema abbiamo Barend Soesan e la moglie Annie Soesan-Brilleman, che però dovettero lasciare il nascondiglio dopo poche settimane, poiché le attività del ministro e della resistenza erano sempre più note alla polizia e alle autorità tedesche.
Geertsema, inoltre, invitava la popolazione di Dwingeloo a non lavorare per l'organizzazione Todt, dicendo che era meglio venire internati nei campi di concentramento piuttosto che lavorare per tale impresa. Il 19 ottobre 1944 venne arrestato e portato nel carcere di Assen. Ebbe la possibilità di fuggire ma non lo fece per non mettere in pericolo la moglie e il figlio neonato. Il 16 gennaio 1945 venne deportato nel campo di concentramento di Neuengamme, dove morì il 3 maggio dello stesso anno. Il 21 gennaio del 2007 ricevette la nomina a Giusto tra le nazioni.